# Сансін
Сансін (яп. 三線, «три струни») — струнний щипковий інструмент із довгим грифом і корпусом, обтягнутий зміїною шкірою. Привезений із Китаю XIV столітті та поширений на архіпелазі Рюкю.

## Історія та назва

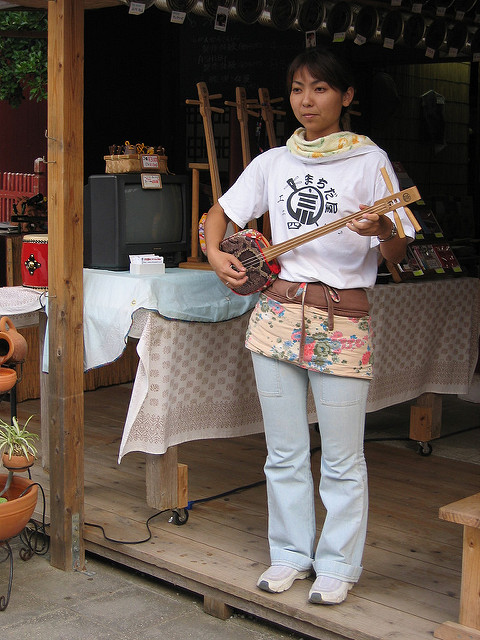
Виконавиця з сансіном

У XIV столітті з Китаю, імовірно з Фуцзяни, був привезений саньсянь, від якого походить сансін. 1575 року в щоденнику японського чиновника вперше з'явилося письмове згадування сансіна як «сяхісен» (яп. しゃひせん). На початку XVIII століття сансін став основним інструментом дворян, а вже в 1710 році ван Рюкю Се Екі заснував посаду придворного майстра сансінів. Виконувати музику на цьому інструменті у ті часи могли тільки знатні чоловіки. У сучасній музиці, крім фолк-музика, жінки рідко на ньому грають.
Через два століття перебування на островах Рюкю сансін з'явився в Японії, де перетворився на національний інструмент сямісен, замінивши біву.
На Окінавських островах літні люди часто називають сансін словом «сямісен», а в решті Японії використовується назва «дзябісен» (яп. 蛇皮線) Також є регіональна назва енагунською — «санті», а в одній народній пісні даний інструмент названий «самісін».
До XX століття музикантів, що грають на сансіні, вважали ледарями, тому що для досягнення професійного рівня витрачається багато часу, яке, на думку окінавців, продуктивніше було б витратити на роботу в полях.

## Зовнішній вигляд

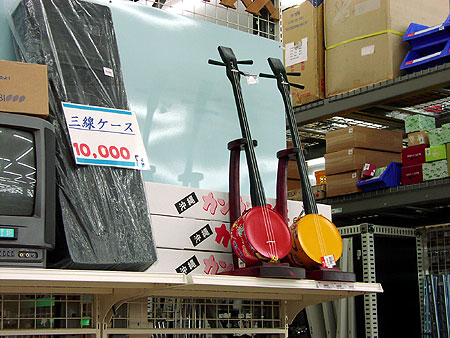
Канкара-сансін

Сансін трохи коротший, ніж метрові саньсянь і сямісен. Його звичайна довжина — 75-80 см, а товщина корпусу — 8 см. Нижній поріжок-струнотримач ума (яп. 駒) в сансіна (як і у саньсяня) стоїть на двох ніжках, на відміну від сямісена, у якого струнотримач має плоску основу. Підставки під струни в сансіна немає.
Гриф виготовляється з цільного шматка махагоні або чорного дерева і майже завжди покривається лаком.. Корпус інструмента роблять зі шовковиці або камфори. Шовкові або синтетичні струни натягуються у зворотному, порівняно зі сямісеном, порядку. На корпус сансіна натягують імпортовану з Південно-Східної Азії шкіру пітона, але у випадку відсутності зміїної шкіри може використовуватися козяча, а також дерево, папір, синтетичні тканини і навіть парашутний шовк. Після окупації Окінави США місцеві жителі стали конструювати музичні інструменти, приробляючи кабель або парашутні стропи-струни до залізних банок, отриманий інструмент отримав назву канкара-сансін (яп. カンカラ三線).
До середини XX століття, через використання у виготовленні інструменту дорогих матеріалів (таких, як зміїна шкіра та дорогі породи дерева), дозволити могли собі лише багаті рюкюсці.

## Використання

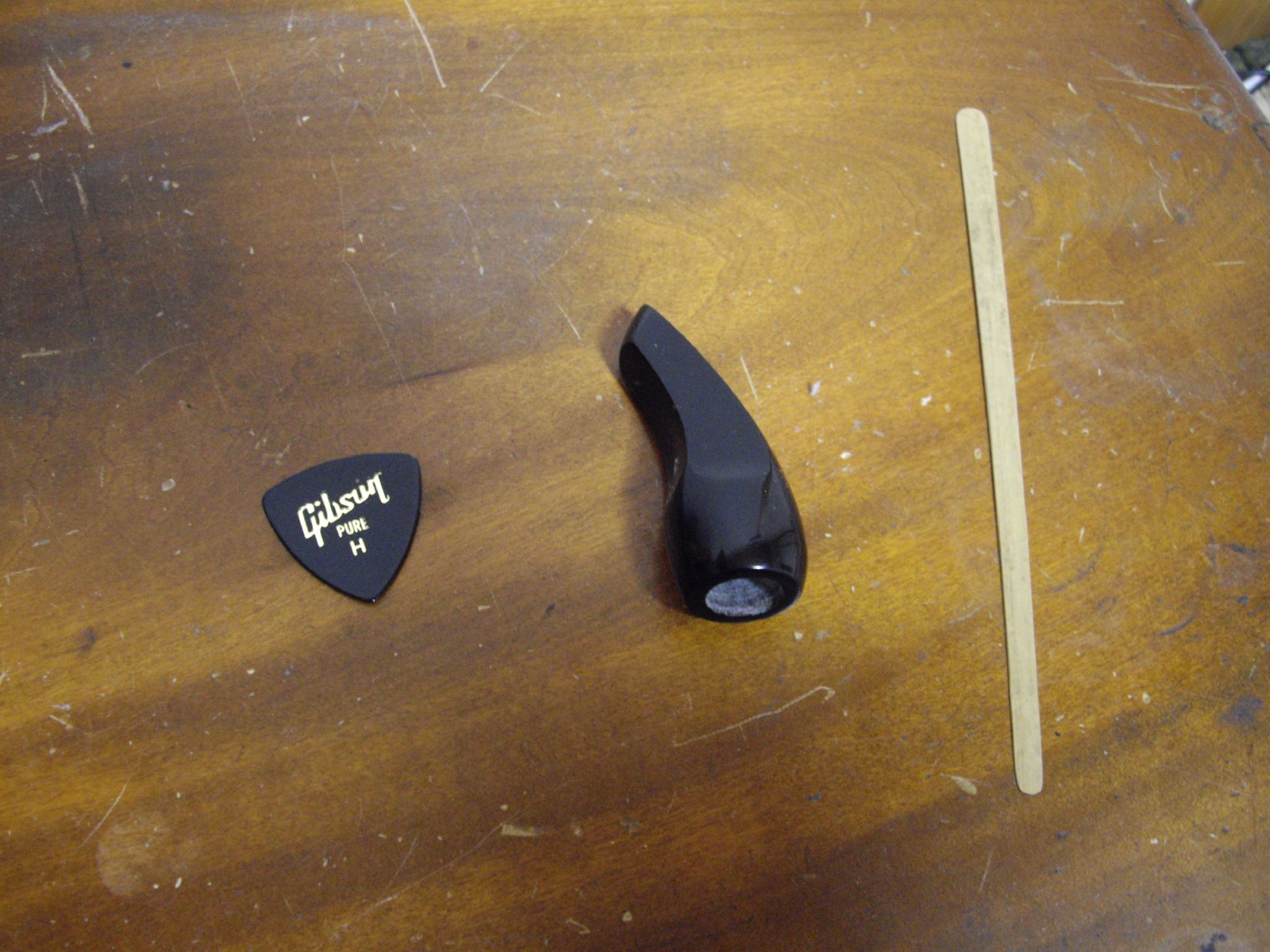
Порівняння плектрів гітари, сансіна і амамійського сансіна/сямісена

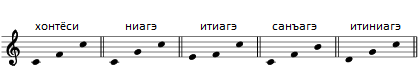
Строї сансіна

Звук сансіна схожий на звук сямісен, але уривчастіший. Сансін відіграє центральну роль у рюкюській музиці. Популярне прислів'я говорить: «Освічений китаєць вивішує в кімнаті сувій із поезією, японець — самурайський меч, а рюкюсець виставляє в токонома сансін». Інструмент дав назву жанру придворної музики ута-сансін (яп. 歌三線, «пісня і сансін»), однак вокальна партія належить виконавцю, що грає на сансіні, у всіх жанрах, де він використовується.
У класичному ансамблі, акомпанувальній танцювальній виставі, входило 2-3 сансіна. У XXI столітті кількість виконавців стала не обмежена, а на аматорських концертах часто збирається близько 50 виконавців.
Для гри на сансіні використовується кігтьоподібний 7,5-сантиметрової довжини плектр («цуме» (яп. 爪, «коготь»)) з бичачого або козячого рогу, який надягається на вказівний палець. Також для гри може використовуватися гітарний медіатор чи нігті. На островах Амамі грають довгим тонким бамбуковим плектром, а інструмент налаштовують трохи вище. Виконавець при грі проводить плектром зверху вниз на сильну долю і вгору на слабку. Положення лівої руки на грифі зазвичай не змінюється, на відміну від сямісена; для гри використовується три пальці: вказівний, середній і мізинець.
Для сансіна використовується власна музична нотація — кункунси (яп. 工工四, інші окінавські інструменти використовують загальнояпонську нотацію). Налаштування здійснюється відповідно до одного з чотирьох строїв (1-й і 2-й значно поширеніші).:
- «основний» (яп. 本調子, хон тьо:сі) — між тонкою третьої і середньої другою струнами використовується інтервал кварта, між другою і першою — квінта;
- «ніаге» (яп. 二揚) — квінта і кварта;
- «ітіаге» (яп. 一揚) — мала секунда і квінта;
- «саньяге» (яп. 三揚) — кварта і кварта.